# 宋襄
宋襄（前3世纪—前207年），秦末民变时期將領，宋义的儿子。
前208年，楚怀王心派宋义为上将军率领大军援救赵国，宋义派他的儿子宋襄去齐国为相，并亲自把他送到无盐县，大摆宴席招待宾客。当时天寒大雨，士兵饥寒交迫，对宋义酒宴盛会不满。前207年十一月（秦历，一年第二个月），项羽利用士卒情绪斩杀上将军宋义，被将领们共同推立为代理上将军。项羽即派人去追赶宋义的儿子宋襄，追至齐国，将他杀害。